# Louis Le Bourhis
Pour les articles homonymes, voir Le Bourhis.
Louis Le Bourhis, né le 21 avril 1880 à Elliant et mort le 15 décembre 1955, est un propriétaire de cafés et de cinémas français.
Il est connu pour avoir été à l'origine des grandes fêtes d'été de Quimper, dont le nom le plus connu est Festival de Cornouaille.

## Biographie

### Enfance et formation
Louis Le Bourhis est né à Elliant en 1880.

### Carrière
En 1906, il arrive à Quimper, prend le Café du commerce avant de devenir en 1910, propriétaire du Grand café de Bretagne.
En 1922, il acquiert un terrain le long de l'Odet, face aux remparts, puis il fait démolir un urinoir public et le Café de Venise. Une fois ce terrain viabilisé, il y fait construire l'Odet-Palace une salle de spectacle de 1 000 places.
En 1923, il organise une première fête qui préfigure la première fête des reines de Cornouaille. Faute de soutien public, la fête s'était soldée par un déficit. Louis Le Bourhis réunit alors ses relations pour créer, en 1924, le comité d'organisation de la fête des reines de Cornouaille.
En 1931, Louis Le Bourhis arrête l'exploitation du café de Bretagne pour se concentrer sur le cinéma. L'Odet-Palace devient exclusivement un cinéma, et Le Bourhis ouvre plusieurs cinémas dans la région.
En 1935, il prend son siège et devient l'un des administrateurs du An Oaled.
Pris en otage par les Allemands à la débâcle, Louis Le Bourhis est libéré à Rennes par les Américains.

### Décès
Il meurt le 15 décembre 1955,.